# Pod’s and Jerry’s
Pod’s and Jerry’s (auch Pod and Jerry’s) war ein gemischtrassiger Nachtclub der 1920er und 1930er Jahre im New Yorker Stadtteil Harlem.
Der ursprünglich Catagonia Club genannte Nachtclub bestand von 1925 bis 1935; der Speakeasy befand sich in Harlem (168 West 132nd Street) und hatte 25 Tische. Auf der kleinen Bühne stand ein Klavier, an dem u. a. Willie The Lion Smith, James P. Johnson und Luckey Roberts spielten. Einer der beiden Besitzer, Charles „Pod“ Hollingsworth begrüßte jeden Gast als „Podner“; sein Mit-Eigner  Jeremiah Preston hatte den Spitznamen West Indian Jerry. Daraus entstand bald die inoffizielle Bezeichnung Pod’s and Jerry’s, unter der der Nachtclub populär wurde. Zu den häufigen Gästen gehörten u. a. Artie Shaw, Mae West und die Schwergewichtsboxer Jack Dempsey und Gene Tunney. Anfang der 1930er-Jahre trat dort die 15-jährige Sängerin Billie Holiday am Beginn ihrer Karriere auf, begleitet von dem Pianisten Bobby Henderson.
Der Club war auch ein Treffpunkt von Bürgerrechtsaktivisten wie Charles S. Johnson. Nach dem Ende der Prohibition änderte das Pod’s and Jerry’s 1933 seinen Namen in Log Cabin. Der Club wurde in den folgenden Jahren zum Treffpunkt von Jazzsängern, Songwritern, Produzenten, Promotern und Schauspielern, wie Tallulah Bankhead, Fredric March oder Franchot Tone.